# Abbau (Bergbau)

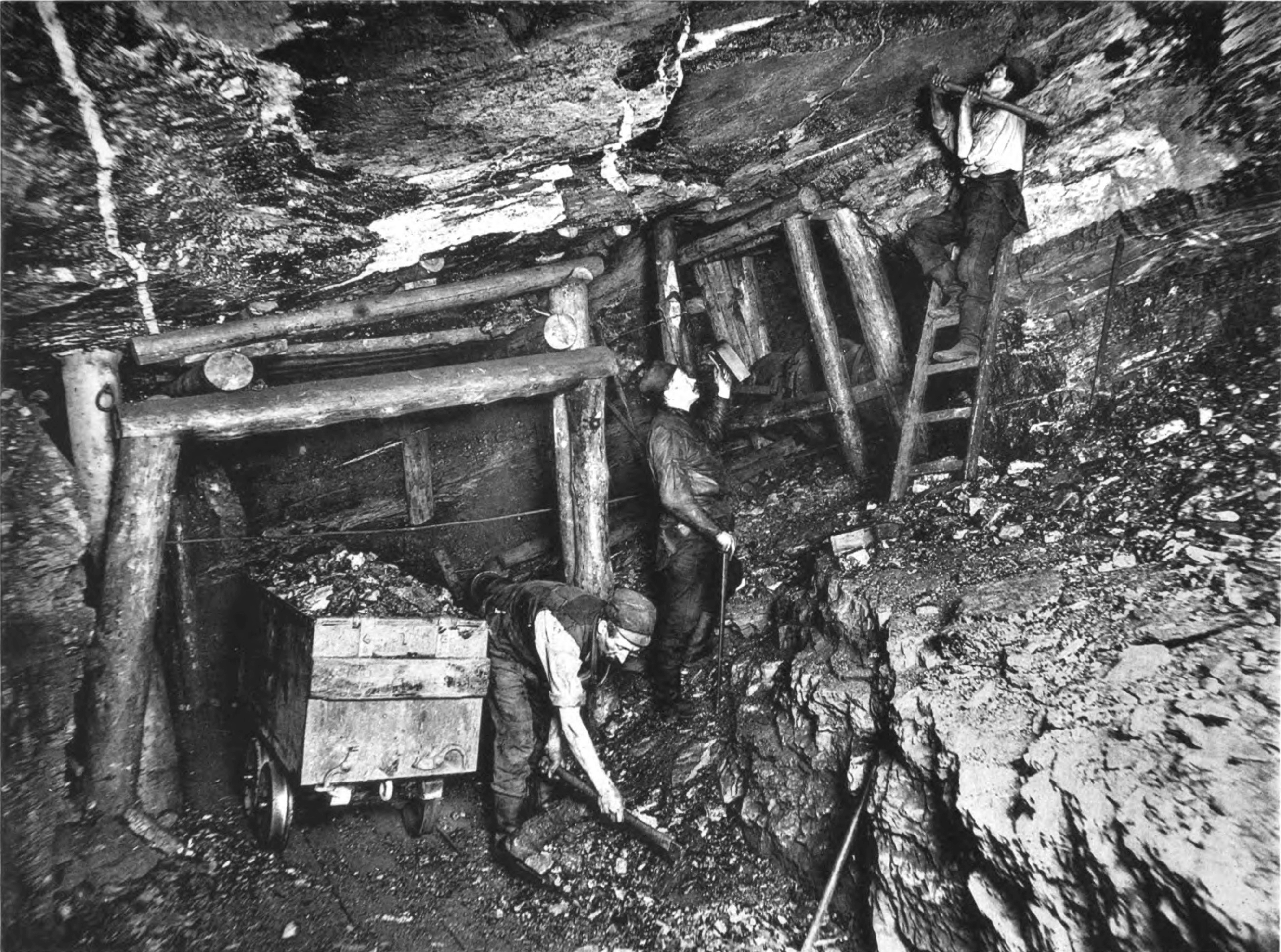
Ein früherer Abbaubetrieb mit den einzelnen Tätigkeiten Abbau, Gewinnung, Verladung des herein gewonnenen Rohstoffes sowie Sicherung der Örtlichkeiten (1894)

Abbau bezeichnet im Bergbau zum einen eine bergmännische Tätigkeit, zum anderen den Grubenbau, an dem diese Tätigkeit stattfindet. Der Abbau der Lagerstätte ist der Kernpunkt aller bergmännischen Tätigkeiten, er kann sowohl im Tagebau als auch im Untertagebau erfolgen. Die bergmännische Tätigkeit des Abbaus wird in mehrere Arbeitsschritte unterteilt. Sie beginnt mit dem vollständigen Herauslösen des nutzbaren Inhalts der Lagerstätte aus dem Nebengestein. Anschließend erfolgt die Verladung und die Abförderung der hereingewonnenen Mineralien. Außerdem sind noch Sicherungsmaßnahmen wie das Einbringen des Ausbaus erforderlich. Zu den Grubenbauen des Abbaus zählen die Abbaukammern, der Streb sowie die dazugehörenden Abbaustrecken.

## Grundlagen
Durch den Abbau wird der eigentliche Zweck des Bergbaus erfüllt. Dabei gilt als oberster Grundsatz, dass die Lagerstätte pfleglich genutzt wird. Dies bedeutet, dass die Lagerstätte möglichst vollständig ausgebeutet wird. Lagerstätten, die wirtschaftlich gesehen lohnend abzubauen sind, nennt der Bergmann bauwürdig. Mit Abbauproduktion als Produktionstyp wird der Abbau des Rohstoffs bezeichnet. Wird beim Abbau der Lagerstätte eine Arbeitsweise verwendet, die darauf ausgerichtet ist, den augenblicklich größten Nutzen zu erzielen, ohne dabei auf die Nachhaltigkeit zu achten, so bezeichnet man dieses als Raubbau. Eine große Rolle spielt beim Abbau auch die Art des Nebengesteins und dessen Eigenschaften. Insbesondere beim Abbau von weichen Mineralien wie Kohle hat der Einschluss von Bergemitteln einen Einfluss auf die Höhe des Lösewiderstandes. Die Härte und der Zusammenhalt des Minerals sind bestimmende Faktoren für die Gewinnbarkeit des jeweiligen Minerals.
Damit eine Lagerstätte abgebaut werden kann, wird sie nach einem bestimmten System in einzelne Abschnitte zerteilt. Diese Abschnitte werden als Bauhöhe bezeichnet. Eine andere Bezeichnung hierfür ist Flügel oder Pfeiler. Der Abbau der Lagerstätte erfolgt nach einer bestimmten Methode, die als Abbauverfahren oder Abbaumethode bezeichnet wird. Die durch das jeweilige Abbauverfahren nicht abbaubaren Lagerstättenanteile bezeichnet man als Abbauverluste. Als Baugrenze bezeichnet man die Begrenzungslinie (Markscheide), die nach technischen, wirtschaftlichen, ökologischen oder politischen Gesichtspunkten festgelegt wird. Als Abbauraum wird im Bergbau ein unter Tage angelegter Grubenbau bezeichnet, in dem der Rohstoff abgebaut und zur Förderung verladen wird. Ein Abbausee ist eine Wasseransammlung in künstlich geschaffenen Vertiefungen, wie sie bei der Rohstoffgewinnung in einem Tagebau entstehen (zum Beispiel ein Baggersee). Durch den Abbau unter Tage entstehen Hohlräume, die anschließend abgeworfen werden. Diese Grubenbaue bezeichnet der Bergmann als Alten Mann.

## Abbauplanung
Jeder Abbautätigkeit geht eine Abbauplanung voraus. Ziel der Abbauplanung ist es, die Abbaubetriebe vorzubereiten. Hier werden zunächst die zeitlichen Abläufe für die einzelnen Abbaubetriebe festgelegt. Dabei wird das Augenmerk insbesondere auf wirtschaftliche und sicherheitstechnische Gesichtspunkte gelegt. Da die abzubauenden Mineralien in der Regel einen bestimmten Erlös erzielen, ist es für das Bergbauunternehmen von großer Bedeutung, die Gewinnungskosten möglichst niedrig zu halten. Zunächst einmal wird unter Beachtung der Wirtschaftlichkeit festgelegt, ob die Lagerstätte im Tagebau oder im Untertagebau abgebaut werden soll. Dies hängt unter anderem von der Mächtigkeit der überlagernden Deckschichten ab. Ein weiteres Kriterium ist das Verhältnis zwischen der Abraummenge und dem nutzbaren Mineral. Dabei gilt, je wertvoller das Mineral und je größer die Lagerstätte ist, desto größer kann das Verhältnis zwischen Abraummenge und Bodenschatz sein. Beim Abbau im Untertagebau müssen weitere Kriterien beachtet werden. Insbesondere hat man hierbei die Druckverhältnisse und die Wärmeentwicklung in der jeweiligen Teufe bei der Abbauplanung zu beachten. Des Weiteren müssen Sicherheitsaspekte wie z. B. die Gefahr von Grubenbränden beachtet werden. Bei Steinkohlenbergwerken kommen noch die Gefahr von Schlagwettern und Bildung von Kohlenstaub hinzu. Damit im Untertagebau in den Abbaubetrieben ausreichend Wetter vorhanden sind, muss eine entsprechende Bewetterung berücksichtigt werden. Es muss festgelegt werden, mit welchem Abbauverfahren abgebaut wird und welches Gewinnungsverfahren angewendet wird. Außerdem müssen noch die entsprechenden Fördermittel und Fördersysteme geplant werden. Letztlich muss auch die Wasserhaltung in dem jeweiligen Abbaubetrieb sichergestellt sein.

## Abbautätigkeiten

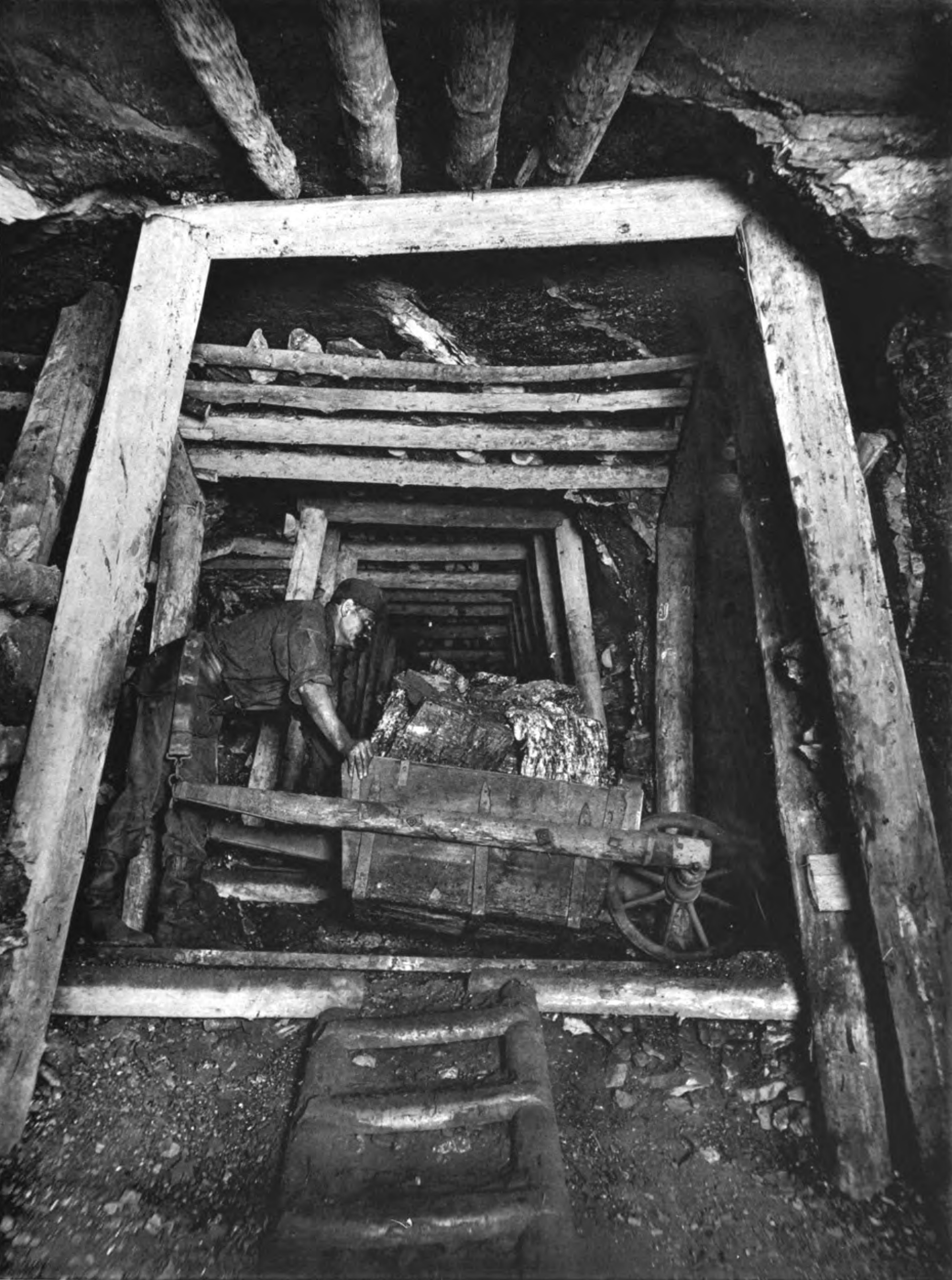
Die hereingewonnene Kohle wird nach dem Verladen aus dem Abbaubetrieb abgefördert.

Damit überhaupt abgebaut werden kann, muss zuvor die Lagerstätte aufgeschlossen werden. Beim Tagebau geschieht dies, indem das Deckgebirge mittels Bagger abgetragen wird und der dabei entstehende Vorabraum an anderer Stelle abgelagert wird. Beim Untertagebau muss die Lagerstätte zunächst aus- und vorgerichtet werden. Nachdem nun die Lagerstätte mittels der Vorrichtung in für den Abbau geeignete Abbaufelder unterteilt worden ist, beginnen die eigentlichen Abbautätigkeiten. Dabei sind die Formen, wie man die jeweiligen Abbauorte anlegt oder Teile der Lagerstätte abbaut, sehr unterschiedlich. Entsprechend den unterschiedlichen Lagerstätten hat man im Bergbau mehrere Abbauverfahren entwickelt. Neben den laufenden Abbaubetrieben ist es aber auch erforderlich, entsprechende Anschlussbetriebe zu errichten. Insbesondere um eine gleichmäßige Förderung abzusichern bzw. zu erzielen, muss immer eine größere Anzahl von Abbaufeldern vorgerichtet sein. Diese Tätigkeiten laufen oftmals parallel ab und entwickeln sich mit zunehmender Teufe und flächenmäßiger Ausdehnung des Abbaus. Dabei spielen auch Faktoren wie die Beschaffenheit der Abbauflächen eine Rolle. Die Abbautätigkeiten beginnen mit der Gewinnung der Mineralien. Hierfür gibt es unterschiedliche Gewinnungsverfahren. Die Art und Weise, wie ein Lagerstättenteil dabei bearbeitet wird, bezeichnet der Bergmann als Verhieb. Die Richtung, in welcher der Verhieb erfolgt, wird als Verhiebrichtung bezeichnet. Das hereingewonnene Mineral wird anschließend abgefördert, beim Untertagebau erfolgt dies über eine der Abbaustrecken. Im Tagebau wird das hereingewonnene Mineral über entsprechend konzipierte Fördersysteme abgefördert. Im Untertagebau wird danach noch das Hangende durch entsprechenden Ausbau gesichert. Diese Tätigkeiten laufen kontinuierlich ab, sodass die Abbaufront immer weiter fortschreitet. Die Richtung, in die der Abbau fortschreitet, wird als Abbaurichtung bezeichnet.

## Vor- und Nachsorge
Jede Abbautätigkeit hat Folgen für die Tagesoberfläche und die benachbarten Bergwerke und Lagerstätten. Die durch den Abbau unter Tage erzeugten Hohlräume schließen sich durch den Gebirgsdruck im Laufe der Zeit wieder. Dieses wirkt sich bis zur Oberfläche aus, sodass es zu Bergsenkungen kommt. Die Auswirkungen können, je nach Beschaffenheit des Gebirges, so extrem sein, dass es zum Tagesbruch führt. Um die durch den Abbau entstehenden Folgeschäden zu verringern, werden die Hohlräume mit Versatz gefüllt. Dabei ist entscheidend, welchen Schaden die Abbautätigkeiten an der Tagesoberfläche verursachen können. Speziell bei besonders schützenswerten Gebäuden wird der Aufwand, den man unter Tage betreibt, größer sein, um die anschließenden Kosten zu verringern. Dies kann in einzelnen Fällen dazu führen, dass auf den Abbau bestimmter Lagerstättenteile verzichtet wird und man diese als Sicherheitspfeiler stehen lässt. Um die Kosten für den Abbau nicht übermäßig zu erhöhen, muss der Abbau auf ein begrenztes Feld beschränkt werden. Neben dem Schutz der Tagesoberfläche vor den Abbauauswirkungen ist es aber auch oftmals erforderlich, die benachbarten Lagerstätten vor dem eigenen Abbau zu schützen. Dies ist insbesondere dann der Fall, wenn die Lagerstätten dicht beieinander liegen. Hier wird der Schutz durch geeignete Abbauverfahren und durch Sicherheitspfeiler ermöglicht. Aber auch eine abgestimmte zeitliche Reihenfolge der einzelnen Abbaubetriebe ist oftmals zweckmäßig. So werden z. B. im Steinkohlenbergbau in der Regel die obersten Flöze zuerst abgebaut. Beim Abbau im Tagebau ist es erforderlich, dass die abgebauten Bereiche wieder für eine Nachnutzung bearbeitet werden.